# Juba 2.
Kong Juba 2. af Numidien (*52 f.Kr. †23 e.Kr.) var gift med Cleopatra Selene, som var datter af Marcus Antonius og Cleopatra. De regerede Numidien i fællesskab, indtil den politiske situation blev så ustabil, at de måtte rejse til Mauretanien.
Juba var søn af den berbiske konge, Juba 1. (*85 f.Kr. †46 f.Kr.), som blev besejret af romerne i 60 f.Kr.), hvorefter Numidien var blevet gjort til en romersk lydstat. Juba 2. blev opdraget i Rom, og i året 25 f.Kr. sendte kejser Augustus ham og hans hustru (der også var romersk opdraget) til Numidien, hvor Juba blev indsat på landets trone. Augustus håbede på den måde at kunne samarbejde med numidierne, men Juba var blevet alt for romersk for numidiernes smag, og han måtte til sidst give op og forlade landet.
Da Cleopatra Selene var død, giftede Juba sig med Glaphyra, der var datter af kong Archelaios af Kappadokien og enke efter et af Herodes den Stores børnebørn. Tilsyneladende må være blevet skilt, for hun giftede sig senere med en anden af Herodes' børnebørn. Da Juba selv døde , blev han efterfulgt af sin søn, Ptolemaios af Mauretanien, men kejser Caligula fik ham myrdet i året 40 e.Kr., så han kunne annektere Numidien for Romerriget.
Juba skrev flere bøger, som mest handlede om historie og naturforhold, men det var kun hans guide til Arabien, der virkeligt blev kendt i Rom. Han udsendte ekspeditioner til Madeira og de Kanariske øer, og Plinius skrev, at Juba var den første, der så disse øgrupper. Én af de opdagelser, man gjorde under disse ekspeditioner, var den medicinske plante, Euphorbia regis-jubae, der blev opkaldt efter kongen.